# 1273 w literaturze
Wydarzenia literackie w 1273 roku.

## Urodzili się
- Abu al-Fida, arabski historyk (zm. 1331)
- Ibn Adjurrum, marokański gramatyk (zm. 1323)

## Zmarli
- Ákos, węgierski kronikarz (rok narodzin nieznany)
- Bonawentura z Iseo, włoski teolog (rok narodzin nieznany)
- Veliyankode Umar Khasi, muzułmański poeta (ur. 1177)
- Odon de Châteauroux, francuski teolog i filozof (ur. 1190)
- Rumi, perski poeta (ur. 1207)